# Campionati europei di sollevamento pesi 1970
I Campionati europei di sollevamento pesi 1970, 51ª edizione della manifestazione, si svolsero a Szombathely dal 20 al 28 giugno 1970.

## Formula
La formula prevedeva tre serie di sollevamenti:
- sollevamento a distensione a due mani;
- sollevamento a strappo a due mani;
- sollevamento a slancio a due mani.

## Titoli in palio
| Categoria            | Eventi         | Atleti |
| -------------------- | -------------- | ------ |
| Pesi mosca           | Fino a 52 kg   | 7      |
| Pesi gallo           | Fino a 56 kg   | 12     |
| Pesi piuma           | Fino a 60 kg   | 12     |
| Pesi leggeri         | Fino a 67.5 kg | 12     |
| Pesi medi            | Fino a 75 kg   | 20     |
| Pesi massimi leggeri | Fino a 82.5 kg | 15     |
| Pesi mediomassimi    | Fino a 90 kg   | 15     |
| Pesi massimi         | Fino a 110 kg  | 12     |
| Pesi supermassimi    | Oltre i 110 kg | 6      |

## Nazioni partecipanti
Le nazioni che hanno partecipato ai campionati furono 21 per un totale di 111 atleti partecipanti. Tra parentesi i partecipanti per nazione.
- Austria (7)
- Belgio (3)
- Bulgaria (9)
- Cecoslovacchia (9)
- Danimarca (3)
- Finlandia (6)
- Francia (8)
- Germania Est (5)
- Germania Ovest (4)
- Grecia (3)
- Italia (6)
- Jugoslavia (2)
- Norvegia (1)
- Paesi Bassi  (2)
- Polonia (9)
- Regno Unito (2)
- Romania (5)
- Spagna  (3)
- Svezia (6)
- Ungheria (9)
- Unione Sovietica (9)

## Risultati
Vennero stabiliti cinque record mondiali: due nel totale dell'esercizio, tre nelle singole specialità.
| Evento      | Oro                 | Oro      | Argento              | Argento  | Bronzo               | Bronzo   |
| 52 kg       | 52 kg               | 52 kg    | 52 kg                | 52 kg    | 52 kg                | 52 kg    |
| ----------- | ------------------- | -------- | -------------------- | -------- | -------------------- | -------- |
| Distensione | Vladyslav Kryščyšyn | 112,5 kg | Sándor Holczreiter   | 110,0 kg | Zygmunt Smalcerz     | 105,0 kg |
| Strappo     | Vladimir Smetanin   | 100,0 kg | Vladyslav Kryščyšyn  | 97,5 kg  | Zygmunt Smalcerz     | 92,5 kg  |
| Slancio     | Vladyslav Kryščyšyn | 130,0 kg | Vladimir Smetanin    | 125,0 kg | Sándor Holczreiter   | 125,0 kg |
| Totale      | Vladyslav Kryščyšyn | 340,0 kg | Sándor Holczreiter   | 327,5 kg | Vladimir Smetanin    | 325,0 kg |
| 56 kg       |                     |          |                      |          |                      |          |
| Distensione | Imre Földi          | 127,5 kg | Rafail Beljankoŭ     | 112,5 kg | Atanas Kirov         | 112,5 kg |
| Strappo     | Mieczysław Nowak    | 110,0 kg | Walter Szołtysek     | 107,5 kg | Karel Prohl          | 107,5 kg |
| Slancio     | Mieczysław Nowak    | 142,5 kg | Imre Földi           | 140,0 kg | Walter Szołtysek     | 135,0 kg |
| Totale      | Imre Földi          | 372,5 kg | Mieczysław Nowak     | 362,5 kg | Walter Szołtysek     | 352,5 kg |
| 60 kg       |                     |          |                      |          |                      |          |
| Distensione | Mladen Kučev        | 132,5 kg | János Benedek        | 120,0 kg | Heinz Becker         | 120,0 kg |
| Strappo     | Jan Wojnowski       | 120,0 kg | János Benedek        | 115,0 kg | Mladen Kučev         | 107,5 kg |
| Slancio     | Henryk Trębicki     | 145,0 kg | Peppino Tanti        | 142,5 kg | Mladen Kučev         | 142,5 kg |
| Totale      | Mladen Kučev        | 382,5 kg | Jan Wojnowski        | 377,5 kg | János Benedek        | 375,0 kg |
| 67,5 kg     |                     |          |                      |          |                      |          |
| Distensione | János Bagócs        | 140,0 kg | Zbigniew Kaczmarek   | 140,0 kg | Waldemar Baszanowski | 140,0 kg |
| Strappo     | Ondrej Hekel        | 130,0 kg | Waldemar Baszanowski | 130,0 kg | János Bagócs         | 125,0 kg |
| Slancio     | János Bagócs        | 167,5 kg | Zbigniew Kaczmarek   | 165,0 kg | Waldemar Baszanowski | 162,5 kg |
| Totale      | János Bagócs        | 432,5 kg | Waldemar Baszanowski | 432,5 kg | Zbigniew Kaczmarek   | 427,5 kg |
| 75 kg       |                     |          |                      |          |                      |          |
| Distensione | Viktor Kurencov     | 152,5 kg | Werner Dittrich      | 150,0 kg | Albert Huser         | 145,0 kg |
| Strappo     | Viktor Kurencov     | 137,5 kg | Werner Dittrich      | 135,0 kg | Evgenij Smirnov      | 135,0 kg |
| Slancio     | Gábor Szarvas       | 177,5 kg | Viktor Kurencov      | 175,0 kg | Jordan Bikov         | 165,0 kg |
| Totale      | Viktor Kurencov     | 465,0 kg | Gábor Szarvas        | 452,5 kg | Evgenij Smirnov      | 445,0 kg |
| 82,5 kg     |                     |          |                      |          |                      |          |
| Distensione | Gennadij Ivančenko  | 162,5 kg | Hans Bettembourg     | 162,5 kg | Norbert Ozimek       | 157,5 kg |
| Strappo     | Norbert Ozimek      | 147,5 kg | Gennadij Ivančenko   | 140,0 kg | Stefan Sochański     | 140,0 kg |
| Slancio     | Gennadij Ivančenko  | 185,0 kg | Juhani Avellan       | 185,0 kg | György Horváth       | 182,5 kg |
| Totale      | Gennadij Ivančenko  | 487,5 kg | György Horváth       | 472,5 kg | Stefan Sochański     | 465,0 kg |
| 90 kg       |                     |          |                      |          |                      |          |
| Distensione | Karl Arnold         | 177,5 kg | Bo Johansson         | 177,5 kg | Kaarlo Kangasniemi   | 177,5 kg |
| Strappo     | Kaarlo Kangasniemi  | 160,0 kg | Bo Johansson         | 157,5 kg | Vasilij Kolotov      | 157,5 kg |
| Slancio     | Vasilij Kolotov     | 200,0 kg | Pierre Gourrier      | 192,5 kg | Kaarlo Kangasniemi   | 192,5 kg |
| Totale      | Kaarlo Kangasniemi  | 530,0 kg | Vasilij Kolotov      | 527,5 kg | Bo Johansson         | 525,0 kg |
| 110 kg      |                     |          |                      |          |                      |          |
| Distensione | Jaan Talts          | 195,0 kg | Aleksandăr Krajčev   | 180,0 kg | Günther Wu           | 180,0 kg |
| Strappo     | Kauko Kangasniemi   | 160,0 kg | Mauno Lindroos       | 155,0 kg | Jaan Talts           | 152,5 kg |
| Slancio     | Jaan Talts          | 215,0 kg | Aleksandăr Krajčev   | 195,0 kg | Mauno Lindroos       | 192,5 kg |
| Totale      | Jaan Talts          | 562,5 kg | Aleksandăr Krajčev   | 525,0 kg | Janos Hanzlik        | 517,5 kg |
| +110 kg     |                     |          |                      |          |                      |          |
| Distensione | Vasilij Alekseev    | 217,5 kg | Manfred Rieger       | 192,5 kg | Kalevi Lahdenranta   | 192,5 kg |
| Strappo     | Kalevi Lahdenranta  | 172,5 kg | Vasilij Alekseev     | 170,0 kg | Manfred Rieger       | 162,5 kg |
| Slancio     | Vasilij Alekseev    | 225,0 kg | Kalevi Lahdenranta   | 212,5 kg | Manfred Rieger       | 210,0 kg |
| Totale      | Vasilij Alekseev    | 612,5 kg | Kalevi Lahdenranta   | 577,5 kg | Manfred Rieger       | 565,0 kg |

## Medagliere

### Grandi (totale)
Riferito al totale dell'esercizio: 7 nazioni sono entrate nel medagliere. 
| Posiz. | Nazione          | Oro | Argento | Bronzo | Totale |
| ------ | ---------------- | --- | ------- | ------ | ------ |
| 1      | Unione Sovietica | 5   | 1       | 2      | 8      |
| 2      | Ungheria         | 2   | 3       | 2      | 7      |
| 3      | Bulgaria         | 1   | 1       | 0      | 2      |
| 3      | Finlandia        | 1   | 1       | 0      | 2      |
| 5      | Polonia          | 0   | 3       | 3      | 6      |
| 6      | Germania Est     | 0   | 0       | 1      | 1      |
| 6      | Svezia           | 0   | 0       | 1      | 1      |
| Totale | Totale           | 9   | 9       | 9      | 27     |

### Grandi (totale) e Piccole (distensione, strappo e slancio)
Riferito al totale dell'esercizio e delle tre specialità: 11 nazioni sono entrate nel medagliere. 
| Posiz. | Nazione          | Oro | Argento | Bronzo | Totale |
| ------ | ---------------- | --- | ------- | ------ | ------ |
| 1      | Unione Sovietica | 17  | 7       | 5      | 29     |
| 2      | Ungheria         | 6   | 7       | 5      | 18     |
| 3      | Polonia          | 5   | 7       | 10     | 22     |
| 4      | Finlandia        | 4   | 4       | 4      | 12     |
| 5      | Bulgaria         | 2   | 3       | 4      | 9      |
| 6      | Germania Est     | 1   | 3       | 4      | 8      |
| 7      | Cecoslovacchia   | 1   | 0       | 1      | 2      |
| 8      | Svezia           | 0   | 3       | 1      | 4      |
| 9      | Francia          | 0   | 1       | 0      | 1      |
| 9      | Italia           | 0   | 1       | 0      | 1      |
| 11     | Germania Ovest   | 0   | 0       | 2      | 2      |
| Totale | Totale           | 36  | 36      | 36     | 108    |

## Classifica a squadre
Il sistema di punteggio è basato sui punti distribuiti per l'esercizio totale in base allo schema adottato nel 1958:
| Pos. | Squadra          | Punti |
| ---- | ---------------- | ----- |
| 1    | Unione Sovietica | 51    |
| 2    | Ungheria         | 37    |
| 3    | Polonia          | 35    |
| 4    | Bulgaria         | 21    |
| 5    | Finlandia        | 16    |
| 6    | Germania Est     | 10    |
| 6    | Svezia           | 10    |
| 8    | Cecoslovacchia   | 6     |
| 9    | Romania          | 4     |
| 10   | Francia          | 2     |
| 10   | Germania Ovest   | 2     |
| 10   | Norvegia         | 2     |
| 13   | Belgio           | 1     |
| 13   | Italia           | 1     |